# Love on the Brain
«Love on the Brain» (с англ. — «Любовь на уме») — четвертый и последний сингл барбадосской певицы Рианны из её восьмого студийного альбома Anti. Был написан Рианной совместно с Джозефом Энджелом и Фредом Боллом. 27 сентября 2016 года началась трансляция на радиостанциях в США. Является балладой в жанре ду-воп и соул, вдохновлен музыкой 1950-х и 1960-х годов. Инструментарий состоит из гитарного арпеджио, органа, простой последовательности аккордов, синкопированных струнных и оркестра. В лирике затрагивается тема взлетов и падений ядовитой любви.
Занял первое место в польском чарте ZPAV, а также вошел в двадцатку лучших синглов во Франции и Новой Зеландии и в сорок лучших синглов в Австрии, Канаде и Германии. Достиг пятой строчки в чарте Billboard Hot 100. Получил четырехкратный платиновый статус Американской ассоциации звукозаписывающих компаний (RIAA). Рианна исполняла трек во время своего Anti World Tour, а также на церемониях вручения Billboard Music Awards и MTV Video Music Awards в 2016 году. Сингл перепели разные артисты, в том числе Келли Кларксон и Little Mix.

## Предыстория и релиз
Был первой песней, заказанной для альбома Рианны Anti. Написан норвежским автором песен и продюсером Фредом Боллом и американским автором песен Джозефом Энджелом в конце 2013 года. На создание песни композиторов вдохновили Принс и Эл Грин. Болл вспоминал:
«Мы хотели, чтобы в нем было сочетание старой школы соула с современными текстами. Вот почему Эми Уайнхаус никогда не была стилизованной под ретро, даже несмотря на то, что в её музыке есть старое соул звучание».
Болл также заявил, что они писали песню не для Рианны, однако ее менеджер в Roc Nation Джей Браун услышал эту песню, и она ему понравилась. Браун отправил её Рианне, и она тоже отреагировала аналогичным образом, написав дополнительные тексты.
Вокальным исполнением песни руководил американский продюсер Кук Харрелл. Болл и Энджел также поставили клавишные и ударные для песни. Сингл был записан на студии Westlake Studios в Лос-Анджелесе. Запись вокала была сделана Маркосом Товаром. Песня была окончательно сведена Мэнни Маррокином в студии Larrabee в Северном Голливуде вместе с ассистентами по микшированию Крисом Галландом, Джеффом Джексоном и Айком Шульцем, а мастеринг был сделан Крисом Герингером в Sterling Sound в Нью-Йорке. «Love on the Brain» должен был дебютировать на церемонии вручения наград Brit Awards 2015, однако Рианна отказалась, так как альбом не был готов. В начале августа 2016 года радиоведущий из Филадельфии Майк Васс заявил, что «Love on the Brain» станет четвертым синглом с альбома, 21 августа 2016 года это подтвердила сама Рианна.

## Композиция и лирическая интерпретация
«Love on the Brain» — это среднетемповая ду-воп и соул баллада в стиле 1950-х и 1960 -х годов с «рок- нотой». Инструментарий состоит из гитарного арпеджио, органа, простой последовательности аккордов, синкопированных струнных и волны оркестра. Написана в тональности соль мажор, в темпе 57 ударов в минуту, с последовательностью аккордов G — Am — Em — D, а вокал Рианны варьируется от октав D3 до G5, изменяясь от ее «фирменного рычания» до высоких нот дополненных бэк-вокалом всех теноров. Форрест Викман из журнала Slate прокомментировал, что песня «кажется, создана как демонстрация вокальной универсальности Рианны. Она начинает петь высоко и сладко, затем демонстрирует нижнюю часть своего диапазона. Она даже несколько секунд исполняет то, что звучит как фальцет Фрэнки Валли». Джордан Бассет из New Musical Express сравнил высокие ноты с нотами Мэрайи Кэри, то время как редакторы журналов Vibe и USA Today отметили сходство с работами Эрики Баду.
Сингл содержит мрачные тексты, изображающие деструктивные, но затягивающие отношения с темами «качания между взлетами и падениями любви». Некоторые критики считали, что песня была «одой жестокому любовнику», возможно, имея в виду Криса Брауна после того, как пара предала огласке дело о домашнем насилии. Адам Хольц из консервативной организации Focus on the Family отметил, что песня «смешивает нигилизм и физическое насилие». Джессика Эггерт из медиа-компании Mic согласилась, отметив, что «Рианна не уметь скрывать своих чувств и не дает никаких поблажек, выражая боль метафорически и физически разрушительной, но бессмертной любви».

## Критика
Стивен Томас Эрлевайн из AllMusic назвал сингл изюминкой альбома, отметив, что «голос Рианны хриплый и опустошенный, но также контролируемый и точный. Ее исполнение перекликается с классическим соулом, но при этом ощущается современным». Джулианна Эскобедо Шеперд из Billboard прокомментировала: «"Love on the Brain" – это мощный ду-воп, спетый фальцетом сходным с вокалом Принса. И это доказательство того, что Рианна работала с несколькими первоклассными вокальными тренерами». Бьянка Грейси из Idolator также похвалила вокал, написав, что «грубая, задушевная баллада показывает вокал Рианны во всем его великолепии». Патрик Райан из USA Today назвал песню «изюминкой альбома», отметив, что «Рианна поет со своими собственными ловкими вокальными причудами в стиле Эрики Баду». Эмили Маккей из New Musical Express отметила грув ду-воп, и назвала вокал Рианны «мощным». Сафи-Халлан Фара из журнала Spin положительно отозвалась о вокале Рианны, в то время как Джеймс Грабей из того же издания назвал сингл «легко путешествующим во времени». Крис Джерард из PopMatters заявил, что эта песня является «одним из самых интересных треков на альбоме», отметив «протяжное произношение в стиле Мэйси Грей во время куплетов». Корбин Рейфф из The A.V. Club подчеркнул «глубокие душевные тона» трека и почувствовал, что голос Рианны был «неоспоримым фокусом записи». Нолан Фини из журнала Time заявил, что «Love on the Brain» и «Higher» «являются самыми волнующими вокальными выступлениями в карьере Рианны». Джессика МакКинни из журнала Vibe согласилась, описав песню словами: «Задушевное исполнение, демонстрирующее ее собственный вокальный диапазон». Назвав сингл «гипнотическим», Эрик Реннер Браун из Entertainment Weekly заметил, что «Рианна показала некоторые из своих лучших вокальных данных». Мэрилин Мэнсон упомянул, что Anti оказал влияние на альбом его группы Marilyn Manson Heaven Upside Down. Он заявил: «Как ни странно, одна из записей, которые сильно повлияли на этот альбом, и это не может быть воспринято буквально, это Рианна, ее последняя запись. Песня "Love on the Brain" действительно поразила меня».

## Живые выступления и кавер-версии
Сингл исполнялся во время Anti World Tour в 2016 году. Побывав на шоу на стадионе Уэмбли, Льюис Корнер из Digital Spy назвал выступление «триумфом», и заявил, что «тон Рианны приносит чистую радость». Майкл Крэгг из The Guardian заявил, что перформанс «поставлен с такой убедительностью, что кажется, будто вы смотрите другого артиста». 22 мая 2016 года Рианна исполнила песню на Billboard Music Awards 2016, а сотрудники журнала Billboard назвали ее выступление на мероприятии «поразительным». Сара Грант из Rolling Stone назвала это «головокружительным сольным выступлением», сравнивая ее сценический образ с Уитни Хьюстон.
28 августа 2016 года Рианна получила премию Майкла Джексона Video Vanguard на церемонии MTV Video Music Awards 2016. В честь, она исполнила попурри, состоящее из песен «Stay», «Diamonds» и «Love on the Brain». Кристофер Роуз из Glamour назвал выступление «захватывающим дух», а Джо Линч из Billboard отметил: «Ее вокал, который иногда недооценивается критиками и даже фанатами, был великолепен и впечатлял, напоминая всем, что именно удивительный голос подтолкнул ее туда, где она сейчас находится».
Американская певица Келли Кларксон исполнила песню во время прямой трансляции в Facebook 26 августа 2016 года. Датская певица MØ сделала кавер-версию во время выступления в программе Live Lounge на BBC Radio 1Xtra. Британская женская группа Little Mix исполнила песню на iHeartRadio Honda Stage. Американский рэпер и певец Machine Gun Kelly сделал кавер на песню в апреле 2020 года во время записи «Lockdown Sessions», придав песне атмосферу поп-панка по просьбе Мэрилина Мэнсона. Позднее кавер был включен в качестве бонус-трека на его пятый студийный альбом Tickets to My Downfall. В мае 2020 года Девон Гилфиллиан выпустил кавер-версию песни, доступную только на Amazon Music.

## Участники записи
- Рианна — вокал
- Фред Болл — продюсирование, клавишные, ударные
- Джозеф Энджел — клавишные, ударные, аранжировка
- Ярл Бернхофт — гитара, бас
- Маркос Товар — запись вокала
- Кук Харрелл — запись вокала, постановка вокала
- Мэнни Маррокин — микширование
- Крис Галланд — ассистент по микшированию
- Джефф Джексон — ассистент по микшированию
- Айк Шульц — ассистент по микшированию
- Крис Герингер — мастеринг

## Позиции в чартах

### Еженедельные чарты
| Чарт                                         | Высшая позиция |
| -------------------------------------------- | -------------- |
| Австрия (Ö3 Austria Top 40)                  | 7              |
| Бельгия (Ultratop 50 Wallonia)               | 16             |
| Бельгия (Ultratop 50 Vlaanderen)             | 33             |
| Великобритания (UK R&B Chart)                | 28             |
| Венгрия (Rádiós Top 40)                      | 23             |
| Венгрия (Single Top 40)                      | 34             |
| Германия (GfK Entertainment Charts)          | 21             |
| Греция (IFPI)                                | 16             |
| Испания (PROMUSICAE)                         | 68             |
| Канада (Canadian Hot 100)                    | 22             |
| Канада (AC)                                  | 11             |
| Канада (CHR/Top 40)                          | 13             |
| Канада (Hot AC)                              | 12             |
| Новая Зеландия (Recorded Music NZ)           | 15             |
| Польша (Polish Airplay Top 100)              | 1              |
| Словения (SloTop50)                          | 26             |
| США (Billboard Hot 100)                      | 5              |
| США (Adult Contemporary)                     | 9              |
| США (Adult Top 40)                           | 7              |
| США (Dance Club Songs)                       | 1              |
| США (Dance/Mix Show Airplay)                 | 1              |
| США (Hot R&B/Hip-Hop Songs)                  | 3              |
| США (Mainstream Top 40)                      | 3              |
| США (Rhythmic)                               | 4              |
| Франция (SNEP)                               | 12             |
| Чешская Республика (Singles Digitál Top 100) | 80             |
| Швейцария (Schweizer Hitparade)              | 26             |
| Швеция (Sverigetopplistan)                   | 96             |
| Шотландия (OCC)                              | 59             |